# Yeongdeok
Yeongdeok (hangul 영덕, hanja 盈德) är en landskommun (gun) i den sydkoreanska provinsen Norra Gyeongsang. Folkmängden var 39 104 invånare i slutet av 2018, på en yta av 741 kvadratkilometer. Området är känt för sina snökrabbor.

## Administrativ indelning
Kommunen består av en köping (eup), centralorten Yeongdeok-eup (11 727 invånare), samt av åtta socknar (myeon); Byeonggok-myeon, Changsu-myeon, Chuksan-myeon, Dalsan-myeon, Ganggu-myeon, Jipum-myeon, Namjeong-myeon och Yeonghae-myeon.

## Galleri

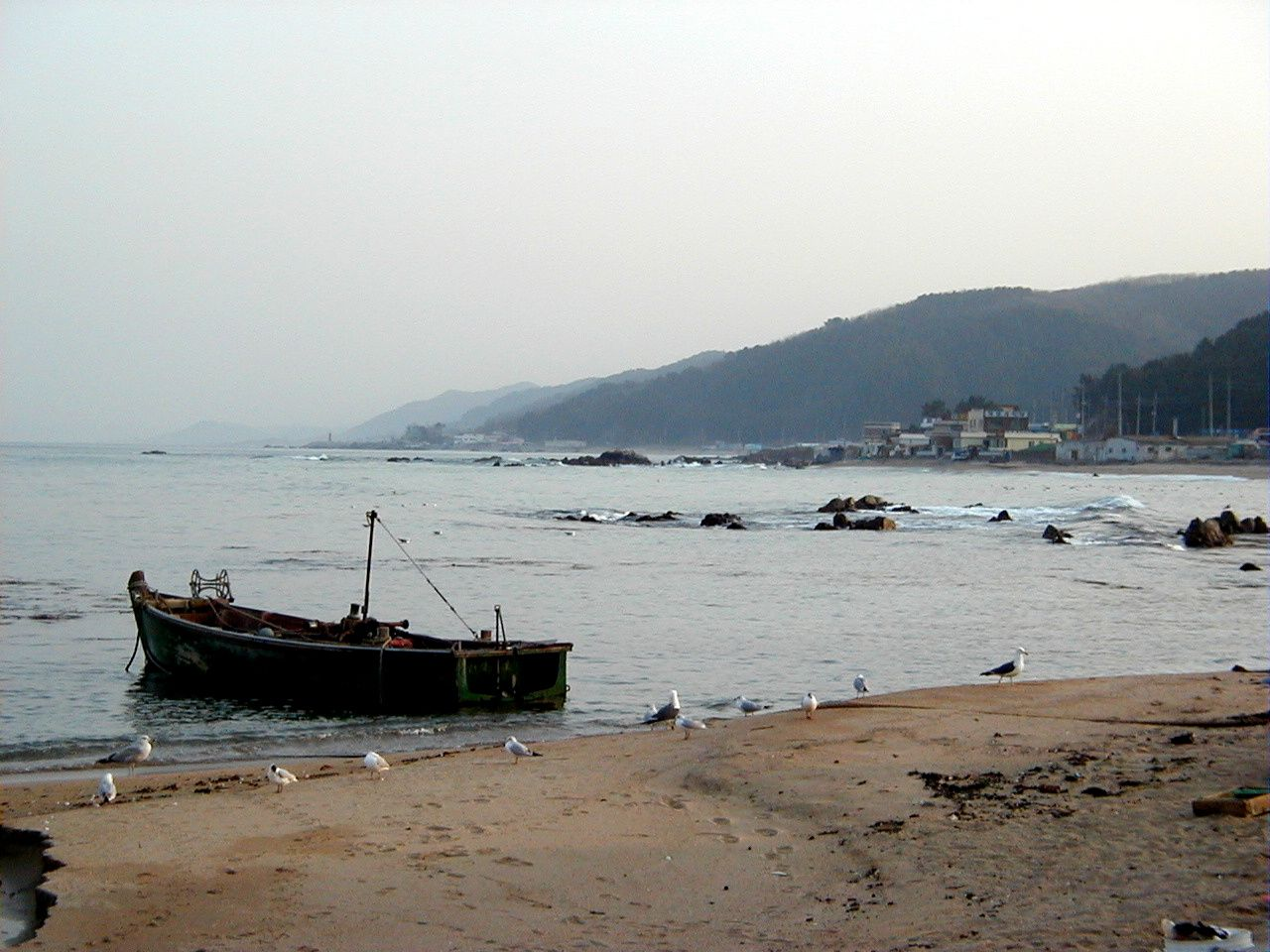
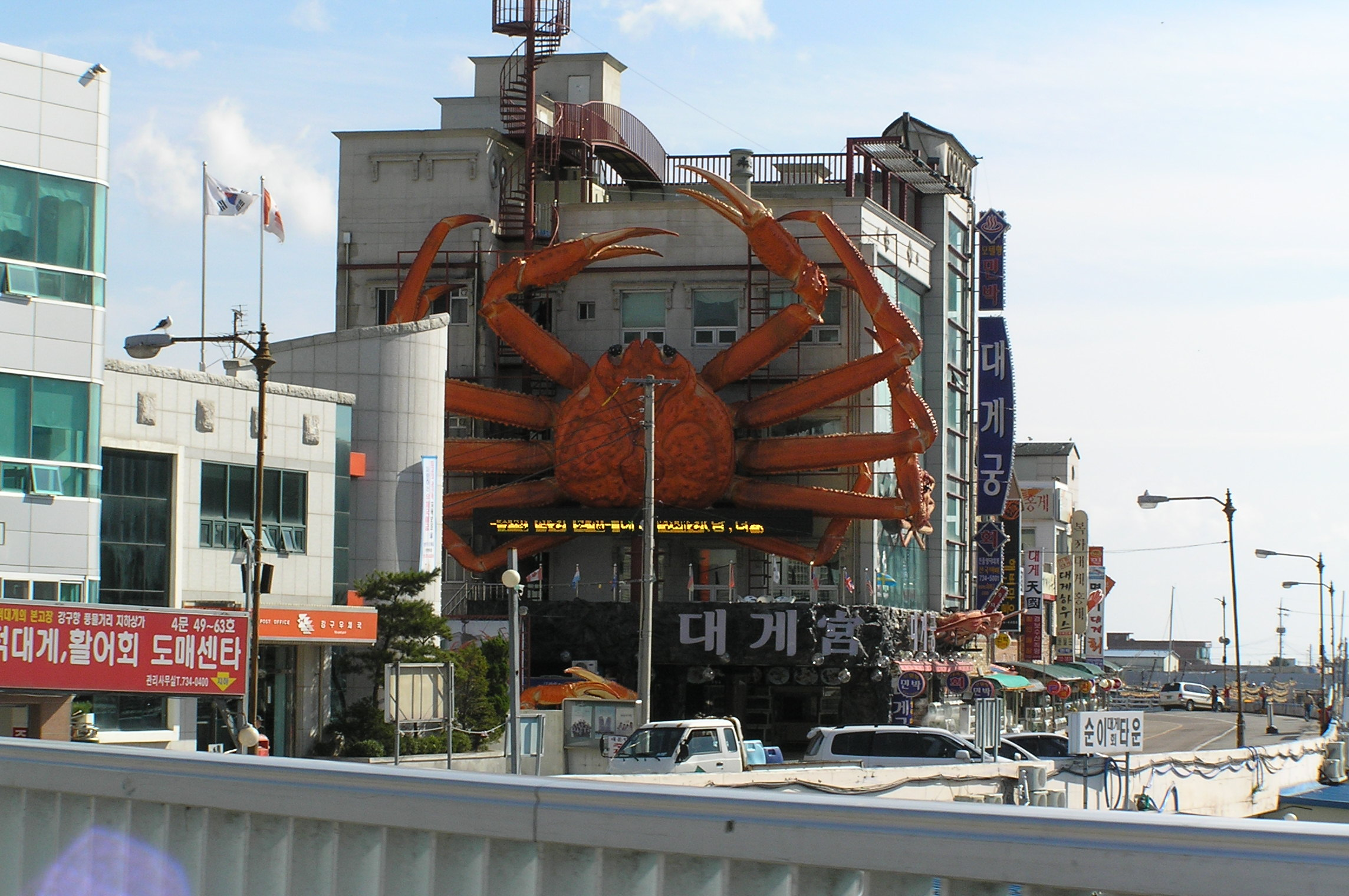
Ganggu-myeon
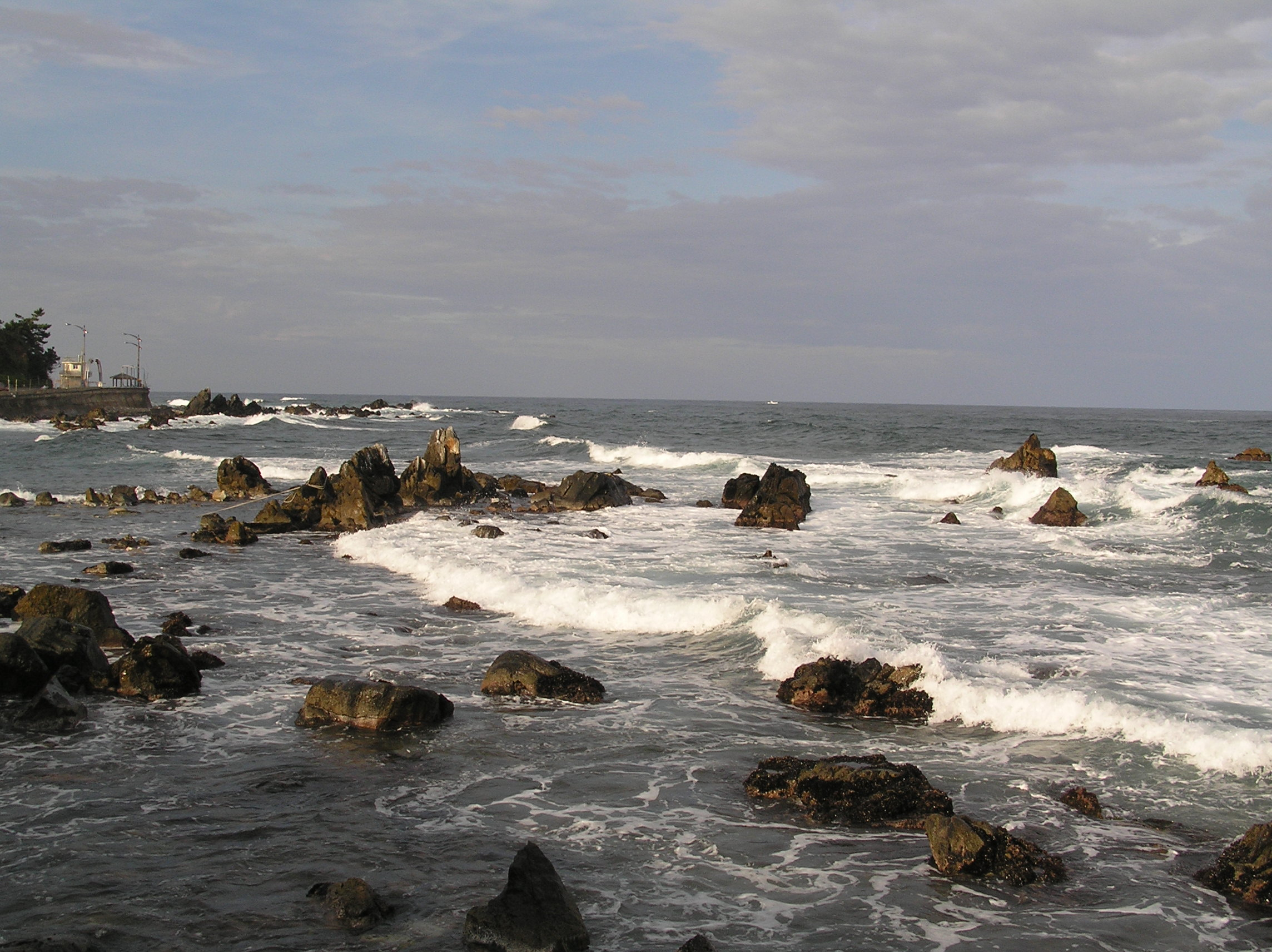